# Pokryváč
Pokryváč este o comună slovacă, aflată în districtul Dolný Kubín din regiunea Žilina. Localitatea se află la altitudinea de 633 m deasupra n.m., se întinde pe o suprafață de 3,9 km2 și în 2017 număra 163 de locuitori.

## Istoric
Localitatea Pokryváč este atestată documentar din 1583.

## Demografie
| An:                | 1994 | 2004   | 2014   | 2024   |
| ------------------ | ---- | ------ | ------ | ------ |
| Număr de persoane: | 176  | 187    | 174    | 185    |
| Diferență:         |      | +6,25% | −6,95% | +6,32% |

| An:                | 2023 | 2024   |
| ------------------ | ---- | ------ |
| Număr de persoane: | 183  | 185    |
| Diferență:         |      | +1,09% |